# Sončna celica
Sončna celica (tudi fotovoltaična celica) je naprava, ki fotone (npr. sončno energijo) pretvori v električni tok. Ena celica je zgrajena iz vseh tankih plasti P in N-tipa (dveh osnovnih tipov polprevodnikov - N in P). N-tip dobijo tako, da v čisti silicijev kristal dodajo primesi (1 : 106) 5-valenčnih elementov (As, P ali Sb), P-tip pa tako, da dodajo primesi 3-valenčnih elementov (najpogosteje indija). Ena od teh plasti, običajno N, je debela okolruga pa le nekaj m. Ob stiku obeh plasti nastane tako imenovana potencialna bariera. 
bariere, kjer izbijajo vezane elektrone, mora biti plast zelo tanka. Tako dobimo vrzel oz. prevodniški elektron. Med obema plastema se pojavi napetost – dobili smo generator napetosti, ki sončno svetlobo neposredno spremeni v elektriko.

### Odvisnost sončnih celic od svetlobe
Osnovni gradnik fotovoltaičnega sistema je sončna celica. Sončne celice dajejo več energije, če so pravokotno usmerjene proti sončni svetlobi. V primeru dodajanja koncentratorjev svetlobe in leč se lahko poveča izhodna moč. Seveda pa tudi tukaj obstajajo omejitve pri procesu povečevanja izhodne moči. Sončne celice se na ta način bolj grejejo in s tem pada izhodna napetost, posledično pa tudi moč sončnih celic, zato je treba sončne celice hladiti.

### Monokristalne sončne celice
Proizvedejo samo 25% sončne energije v električno, ker sevanje infrardečega področja v elektromagnetnem spektru nima dvolj energije, da bi ločil pozitivne in negativne naboje v materialu. Monokristalna sončna celica velikosti 100 cm² proizvede 1,5 W moči pri 0,5 V enosmerne napetosti in toku 3 A pri polni sončni svetlobi. Običajno je izhodna moč sončne celice odvisna od sončnega obsevanja. Zelo je pomembno, da je električna napetost večinoma konstantna neglede na sončno obsevanje. Obratno je pa z električnim tokom; močnejša kot je osvetlitev sončne celice močnejši je električni tok.

### Polikristalne celice
Imajo izkoristek nekoliko manj kot monokristalne celice, proizvodnja polikristlanih celic je nekoliko manj kot 20%.

### Amorfne sončne celice
Amorfne sončne celice imajo najslabši izkoristek, ta se giblje od 6 do 8 %. Poleg slabega izkoristka imajo še eno slabost, to je hitrejše staranje. Že po nekaj mesecih izkoristek začne padati. Ni pa nujno, da so vedno slabše od drugih dveh možnosti, saj so bolj občutljive na svetlobo in delujejo tudi v slabših vremenskih pogojih. Najlažje jih je izdelati, zato je tudi cena ugodna. To sta dve ključni lastnosti, zaradi katerih bodo mogoče v prihodnosti perspektiven material.